# The Daily Graphic
The Daily Graphic: An Illustrated Evening Newspaper est le premier journal américain qui comprenne des illustrations quotidiennes. Il est fondé à New York en 1873 par les graveurs canadiens  George-Édouard Desbarats et William Leggo. Sa publication démarre en mars de la même année et dure jusqu'au 23 septembre 1889
Enrichis par leurs succès dans l'imprimerie au Canada, Desbarats et Leggo installent leur siège à New York en 1873 pour y fonder ce journal. Abondamment illustré, il comporte de spectaculaires dessins de presse, bandes dessinées, reproductions de peintures et portraits de célébrités ou images d'actualité. Malgré la nouveauté de cette formule, le périodique se révèle décevant sur le plan financier. Desbarats finit par retourner à Montréal, où Leggo le rejoint (au plus tôt) en 1879,.

## Galerie d'œuvres reproduites dans leDaily Graphic

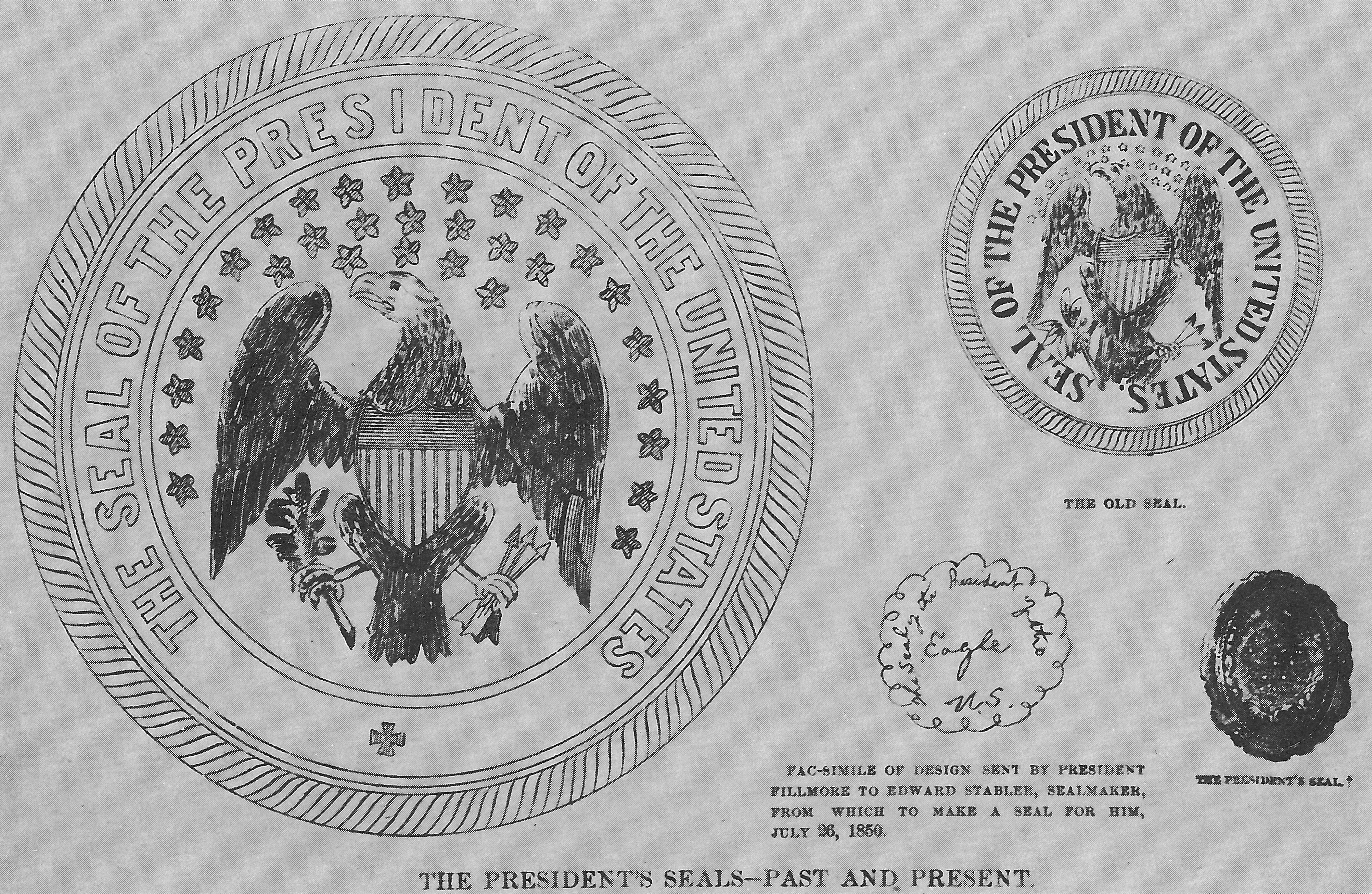
Seal of the President of the United States, 1885.
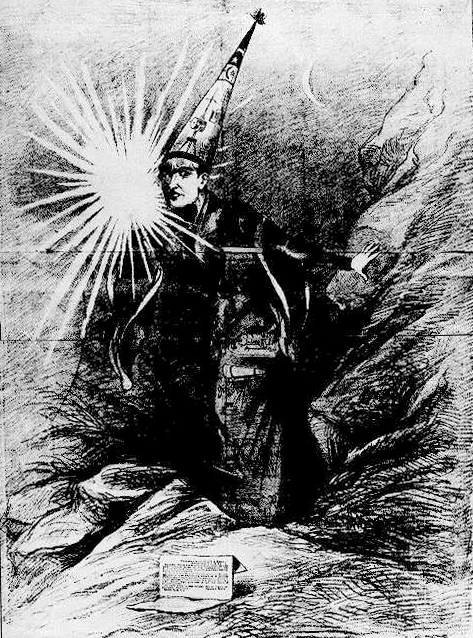
« The Wizard's Search » - 9 juillet 1879.
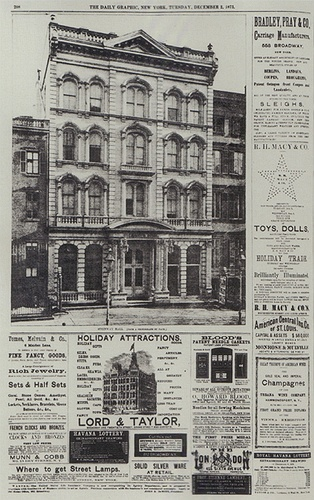
Steinway Hall, Daily Graphic 1873.
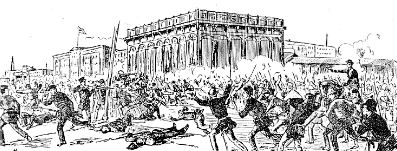
Battle of Liberty Place, 23 septembre 1874.
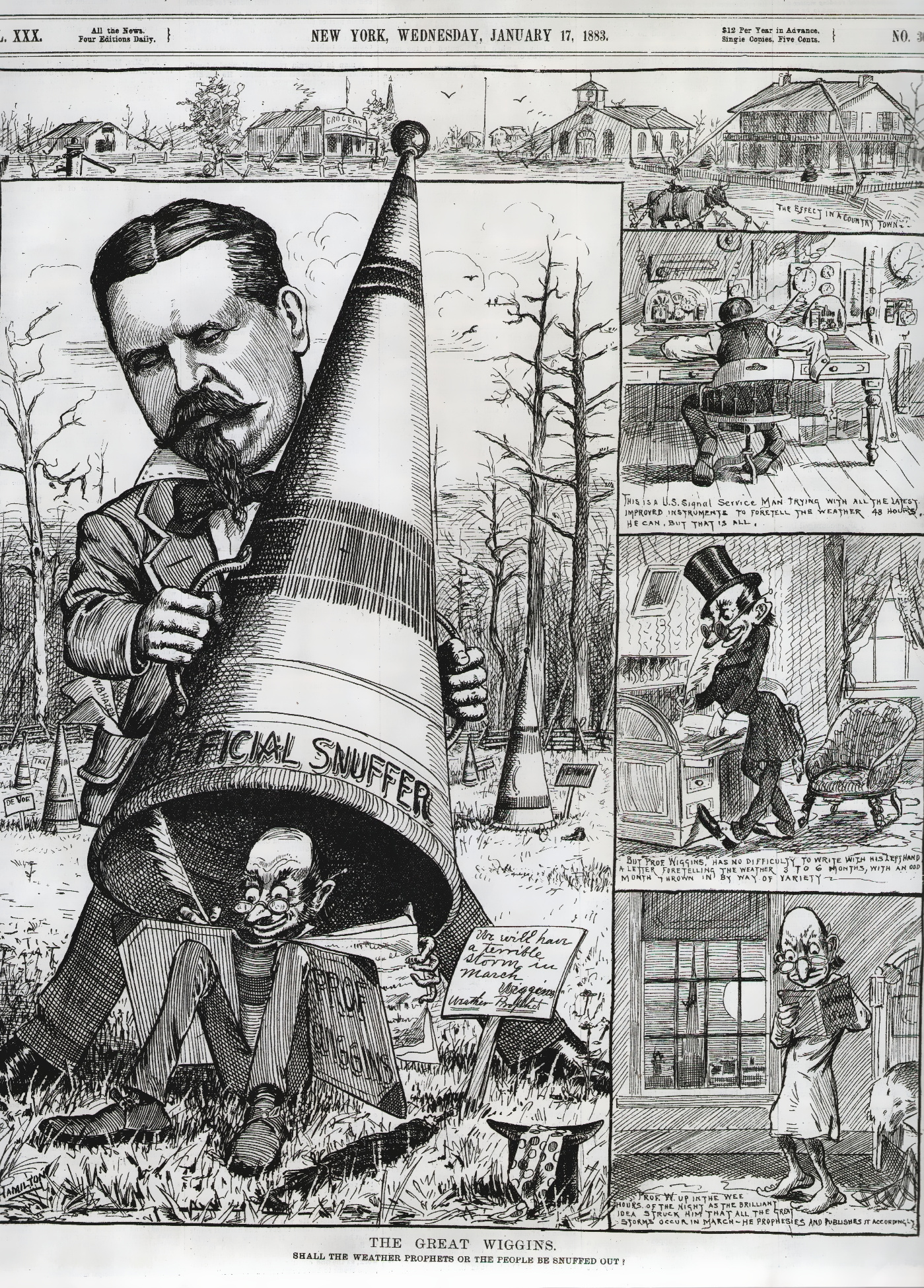
Ezekiel Stone Wiggins (en) prophesy - 17 janvier 1883 par Grant E. Hamilton.
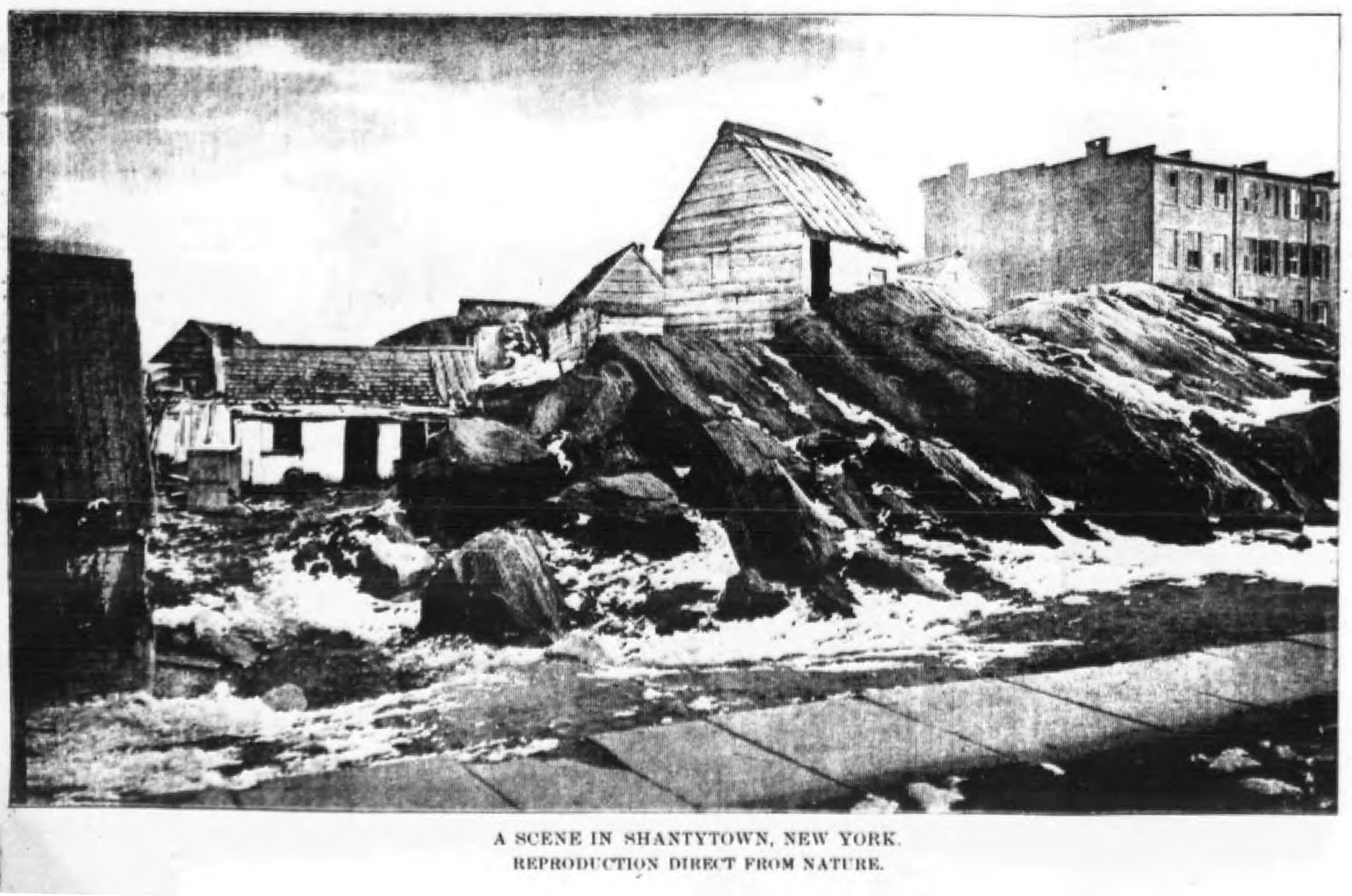
« A Scene in Shantytown », New York, 4 mars 4, 1880 : première photo de journal imprimée grâce au halftoning.